# Notiobia glabrata
Notiobia (Notiobia) glabrata – gatunek chrząszczy z rodziny biegaczowatych i podrodziny Harpalinae.

## Taksonomia
Gatunek opisany został w 1998 roku przez Erika Arndta, na podstawie 36 okazów odłowionych w latach 1993-96 przez Paarmanna i innych.

## Opis
Chrząszcze o ciele długości od 10 do 12 mm. Labrum i nadustek smoliste, reszta głowy, przedplecze i pokrywy zielone lub miedziane z metalicznym połyskiem, brzuszna strona ciała ciemnosmolista, odnóża smoliste, a czułki i głaszczki żółto-smoliste. Labrum z przodu proste do nieco obrzeżonego, a nadustek szeroko obrzeżony. Czoło z punktowatymi dołeczkami. Oczy duże i wyłupiaste. Tylne kąty przedplecza wyraźne, niezaokrąglone, nieco tępe, a jego nasada płatkowata. Boczne wgłębienia przedplecza pełne. Dołkami przypodstawowe płytkie. Wierzch stóp wszystkich odnóży gładki, z wyjątkiem członów I-IV przednich nóg samców. Rzędy przytarczkowe pokryw umiarkowanie długie i niesięgające rzędu pierwszego. Międzyrzędy nieco wypukłe. Zafalowanie przedwierzchołkowe niewyraźne. Kąty przyszwowe szeroko zaokrąglone. Mikrorzeźby na pokrywach brak, natomiast obecne mikropunktowanie. Edeagus o środkowym płatku tępo zaokrąglonym u wierzchołka. Wywrócony woreczek wewnętrzny grzbietowo-nasadowo z polem 5 do 25 dużych kolców, mniej lub bardziej ułożonych w dwa szeregi.

## Występowanie
Gatunek znany z brazylijskiego stanu Amazonas, peruwiańskich departamentów Loreto i Madre des Dios, boliwijskiego departamentu La Paz oraz Gujany.